# ماشین‌های خشمگین
ماشین‌های خشمگین (به انگلیسی: Angry Machines) عنوان هفتمین آلبوم استودیویی گروه هوی متال دیو است که در ۱۵ اکتبر ۱۹۹۶ با همکاری شرکت نشر مایهم رکوردز منتشر شد. این آلبوم، آخرین آلبوم استودیویی است که در آن وینی اپایس، اولین نوازنده درامز گروه، با گروه دیو همراه است.

## فهرست آهنگ‌ها
تمامی اشعار آهنگ‌های این آلبوم توسط رانی جیمز دیو نوشته شده‌است.
1. «انسان‌های سازمانی» (دیو، تریسی گریهالوا،[۱] وینی اپایس) - ۵:۰۰
2. «به کودکان مگو» (دیو، گریهالوا، اپایس) - ۴:۱۳
3. «سیاه» (دیو، گریهالوا، اپایس، جف پیلسن) - ۳:۰۶
4. «شکارچی قلب» (دیو، گریهالوا، اپایس) - ۴:۰۶
5. «از ذهنم به دور باش» (دیو، پیلسن) - ۶:۵۷
6. «خواهر بزرگتر» (دیو، گریهالوا، اپایس، پیلسن) - ۵:۲۷
7. «تکرار دوشنبه» (دیو، گریهالوا، اپایس) - ۲:۵۰
8. «قواعد طلایی» (دیو، گریهالوا، اپایس) - ۴:۴۶
9. «مرگ در آمریکا» (دیو، گریهالوا، اپایس، پیلسن) - ۴:۳۱
10. «خدا از هوی متال متنفر است» (قطعه اهدای) - ۳:۴۵
11. «این زندگی توست» (دیو، گریهالوا) - ۳:۱۸

## رتبه‌ها

### آلبوم
| سال  | آلبوم           | رتبه        | رتبه                          |
| ---- | --------------- | ----------- | ----------------------------- |
| سال  | آلبوم           | بیلبورد ۲۰۰ | جدول موسیقی آلبوم‌های بریتانیا |
| ۱۹۹۶ | ماشین‌های خشمگین | #۴۹         | #۴                            |

## سازندگان
- رانی جیمز دیو - خواننده
- تریسی جی - نوازنده گیتار
- جف پیلسن - نوازنده گیتار باس
- وینی اپایس - نوازنده درامز
- اسکات وارن - نوازنده کیبورد
- ضبط و تنظیم در استودیو توتال اکسس
- تهیه شده توسط رانی جیمز دیو
- طرح و مدیریت توسط وین دیویس
- ضبط ابتدایی توسط ادی شریر در استودیو اوآسیس مسترینگ
- طرح روی جلد توسط پائول گرگوری در استودیوی ۵۴